# Рекултивација рудника
Рекултивација рудника је процес враћања земљишта на ком се одвијала експлоатација минералних сировина у природно или економски употребљиво стање. Иако се процес рекултивације рудника одвија након што је откопавање завршено, планирање активности рекултивација рудника одвија се пре него што је издата дозвола за експлоатацију или започете рударске активности. Рекултивација рудника ствара пријатне, потенцијално и корисне пејзаже који испуњавају различите циљеве, од обнове природних екосистема до стварања индустријских и друштвених ресурса. Рекултивација рудника је у Сједињеним Америчким Државама редован део савремене рударске праксе.  У Србији је Законом о рударству и геолошким истраживањима предвиђена обавезна рекултивација након завршетка експлоатације. Савремена рекултивација рудника минимизира и ублажава ефекте рударства на животну средину . 

## Процеси рекултивације
Као део животног циклуса површинског копа угља, комплетирана рудничка подручја морају бити подвргнута рехабилитацији. Када се рударство заврши, оператори морају да врате земљу у њену приближну изворну контуру или да земљу оставе класификовану и погодну за „вишу и бољу“ употребу након рудника која је одобрена као део оригиналне рударске дозволе. Изузеци су када је заједници или површинском власнику потребан раван или нежно ваљани терен. Прихватљива употреба земљишта након рудника укључује побољшања комерцијалних, стамбених, рекреативних, пољопривредних или јавних објеката . 

### Приступ шумским рекултивацијама
У протеклој деценији, нови приступ пошумљавању - Приступ за рекултивацију шумарства, промовисали су државне рударске агенције и Канцеларију за површинску рекултуивацију и спровођење као прикладан и пожељан метод за повраћај земљишта ископаног угља, за подршку коришћењу шумског земљишта. Овај приступ је развијен и подржан истраживањима која су спроведена кроз пројекат реке Паувел,  кооперативни програм истраживања и образовања фокусиран на теме од значаја за вађење угља и мелиорацију у Аплечији . 
Приступ за рекултивацију шумарства утврђује смернице за постизање успешног пошумљавања рудничких земљишта и могу се сумирати у следећих пет корака: 
1. Направити погодан медијум при сађењу за добар раст дрвећа који није дубок мање од четири метра и направљен је од горњег слоја земље, песка и / или најбољег доступног материјала.
2. Слободно оценити подлогу или горњи слој земље успостављен у првом кораку за стварање некомпактног медијума за раст.
3. Користити земљану заштиту која је компатибилна са растућим дрвећем.
4. Посадити две(или више) врсте дрвећа: ране сукцесивне врсте за дивље животиње и стабилност тла, затим комерцијално вредне усеве дрвећа .
5. Користити одговарајуће технике садње дрвећа .

### Холистички приступ
Када врхунска сукцесивна врста за локално окружење није шума због локалних микроклиматских услова, рекултивација се може боље постићи успостављањем распона подручја. Ден Дегет и други заговарали су холистичко управљање за повраћај рудника у ове врсте ситуација.    Када најбољи расположиви материјал није горњи слој земље, може се направити на лицу места коришћењем раних сукцесивних врста матичних вишегодишњих трајних трава и других биљака, у комбинацији са стоком која замењује врсте дивљих животиња потребних за комплетирање биосистема. 
1. Оценити најбољи расположиви материјал према потребној топографији, успостављајући рационално коришћење ресурса .
2. Посадити домаће врсте раних сукцесивних врста биљака и трава.
3. Покрити ово подручје растреситим слојем мулчене сламе како би се осигурао почетни "скок" почетка производње сточне хране.
4. Користећи рационално коришћење ресурса као водич, одредити пашњаке и примените холистичке технике планиране испаше за лечење земље.
5. Ако је циљ успоставити подручје дивљих животиња или природни парк, будући да се кључне камене врсте почињу враћати (процес зван еколошка сукцесија) или се појаве у довољно великом броју, стока се може смањити или елиминисати.

Алтернативно, може се предузети интегрисани приступ који користи холистички приступ да би се постигла прва три корака приступа рекламацији шумарства. Једном када су та прва три корака изведена и добро успостављена, испаша стоке може се смањити или елиминисати како би се омогућило уношење корена средњим и вишим врстама и настављање приступа шумарству. 

## Сједињене Америчке Државе
Пре 1977. године, није постојао савезни закон који би регулисао аспект копања у рударској индустрији на површини. Иако су многе државе са рударском активношћу донеле законе за регулисање операција, закони су варирали од државе до државе и спровођење је било недоследно. Иако су државе почеле да усвајају строже регулаторно законодавство после Другог светског рата, често им није недостајало финансирања за спровођење закона. Смернице за ископавање након минирања углавном су биле мање строге него што су данас. На пример, Колорадо је започео добровољни програм мелиорације 1965. године, у коме се очекивало да рудари сами делују како би обновили рудничке земље. 

### Закон о надзору површинске експлоатације и рекултивације
Закон о надзору површинске експлоатације и рекултивације из 1977. године је примарни савезни закон који регулише ефекте угља у Сједињеним Америчким Државама. Успостављене су дозвољавајуће смернице за постојеће и будуће руднике угља, као и поверенички фонд за финансирање ревитализације напуштених рудника. Закон о надзору површинске експлоатације и рекултивације уравнотежује потребу за заштитом околиша од ефеката површинског вађења угља са потребом нације за угљем као главним енергентом. Осигурава да се операције ископавања угља изводе на еколошки одговоран начин и да је земљиште адекватно поново добивено током и након процеса рударства. Већина држава за ископавање угља сада има примарну одговорност да регулишу копање површинског угља на земљиштима у њиховој надлежности, при чему је уред за површинску експлоатацију и извршење ископавања обављао надзорну улогу. 
Према Закону о надзору површинске експлоатације и рекултивације, пре добијања дозволе за рударство, оператори морају представити детаљан и свеобухватан план за повраћај земљишта након што је рударство завршено. План рекултивације мора, између осталих критеријума, укључивати стање рудника и коришћење земљишта које ће бити рудник, предложено коришћење земљишта након рекултивације, процењени временски распоред за рекултивацију и кораке који ће се предузети ради усклађивања са релевантним законима о квалитету ваздуха и воде . Поред пружања плана рекултивације, оператори морају такође објавити обвезницу за извршење перформанси како би осигурали да ће бити доступна средства за довршавање рекултивације, ако оператер напусти посао прије завршетка рекултивације или на други начин није у могућности довршити рекултивацију. Износ обвезнице мора бити једнак износу предложеног рекултивацијског плана.  Обвезница се не ослобађа оператера све док држава или савезна регулаторна канцеларија не закључе да је рекламација успешна, што би могло бити више од 10 година након завршетка поступка рекултивације.

### Програм напуштених рудника
Финансирање рекултивације напуштених рудника врши се порезом на производњу угља. Руководиоци рудника морају платити порез од 0,12 долара по тони за подземну експлоатацију угља и 0,28 долара по тони за површинску експлоатацију угља. Приход од овог пореза ставиће се у Фонд за напуштене руднике, ради плаћања рекултивације напуштених рудника. Проценат фонда дели се државама које имају одобрене програме рекултивације за своје пројекте, а преостала средства користи савезна влада за повраћај напуштених рудника у државама без активних програма. Од 15. децембра 2011, Канцеларија за површинску рекултуивацију и спровођење је обезбедила више од 7,2 милијарди долара за повраћај више од 295 000 хектара опасних напуштених рудника с високим приоритетом, а за друге сврхе напуштене рудничке земље повратили су се преко фонда канцеларије за површинску рекултуивацију и спровођење од 1977. 

## Немачка
С обзиром на завршетак ископавања угља у Немачкој 2018. године, у Техничком факултету Џорџ Агрикола у Бохуму је 2015. године основан Истраживачки институт за рекултивацију рудника.   То је први такав институт такве врсте у свету, који холистички сагледава последице рударства и обједињује потребно знање како би се раздобље након рекултивације рудника обликовало из техничке, економске и еколошке перспективе. Овде се фокус ставља на научну пратњу такозваних задатака вечности експлоатације угља у подручјима Рура, Сара као и Ибенбирена, где су рударство, геологија, геотехничко инжењерство, хидрогеологија, електрична и информациона технологија послови стручњака као и рударских геодета који раде заједно у различитим дисциплинама. 
Истраживачки институт за рекултивацију рудника развија процесе праћења јаме изнад и испод земље, и припрема научне принципе за одржив концепт питке воде. У том погледу, институт блиско сарађује са рударским и старим компанијама, као и властима, водним одборима, регионалним властима, индустријским фирмама и универзитетима. Такође води свој властити пројекат управљања знањем, који има за циљ омогућити знање о рударству и затварању рудника који су доступни у бази података. 
Сваке две године Истраживачки институт за рекултивацију, заједно са локалним саветом Арнсберга, организује конференцију „НАХБергбауцајт у покрајини Северна Рајна-Вестфалија“ (Доба након рудника у покрајини Северна Рајна-Вестфалија). 
У оквиру Истраживачког института за рекултивацију у Техничком факултету Џорџ Агрикола тренутно се нуди и једини магистарски студиј геотехничког инжењерства и рекултивације на свету, који комбинује науку и инжењерство, а обухвата механику стена, економску геологију као и хидрологију, геодетство и правна питања. .

## Србија
У случају трајне обуставе радова, носилац експлоатације је дужан да предузме све мере заштите рударског објекта и земљишта на коме су се радови изводили и мере заштите и санације животне средине ради обезбеђења живота и здравља људи и имовине, у свему према главном рударском пројекту трајне обуставе радова.
Носилац експлоатације је дужан да у току и по завршетку извођења радова на експлоатацији, а најкасније у року од једне године од дана завршетка радова на површинама на којима су рударски радови завршени, изврши рекултивацију земљишта у свему према пројекту рекултивације земљишта, који се израђује по посебним прописима, односно да предузме мере заштите земљишта на коме су се изводили радови и мере заштите и санације животне средине и вода, ради безбедности и здравља људи и безбедности имовине.
Уколико се отвори поступак ликвидације или стечаја над носиоцем експлоатације, приоритетно се из ликвидационе или стечајне масе подмирују трошкови санације и рекултивације земљишта на којем је вршена експлоатација.
Министар прописује поступак, услове и начин вршења санације и рекултивације у сарадњи са министарством надлежним за послове рекултивације земљишта. 